# Ficus variifolia
Ficus variifolia är en mullbärsväxtart som beskrevs av Otto Warburg. Ficus variifolia ingår i släktet fikonsläktet, och familjen mullbärsväxter. Inga underarter finns listade i Catalogue of Life.